# Toton
Toton är en ort i unparished area Beeston i distriktet Broxtowe i grevskapet Nottinghamshire i England. Toton var en civil parish 1866–1935 när blev den en del av Beeston and Stapleford. Civil parish hade 644 invånare år 1931. Byn nämndes i Domedagsboken (Domesday Book) år 1086, och kallades då Toluestone/Touetune.